# Llista cronològica de cartògrafs portolans mallorquins
La llista cronològica de cartògrafs portolans mallorquins és una relació exhaustiva dels mestres de cartes de navegar mallorquins, o que treballaren a Mallorca, representats gràficament amb l'objectiu de visualitzar la seva cronologia vital documentada, no necessàriament exercint l'ofici - com és el cas de Cresques Abraham es documenta per primera vegada el 1350, però que fins al 1368 no se'l designa com a mestre de mapamundis - i el seu origen ètnic o nacional, reflectit pel color, d'interès per resseguir els distints patrons cartogràfics que les sagues de cartògrafs mallorquins desenvoluparen.